# Scutellaria brachyspica
Scutellaria brachyspica là một loài thực vật có hoa trong họ Hoa môi. Loài này được Nakai & H.Hara miêu tả khoa học đầu tiên năm 1936.